# Chakib Benzoukane
Chakib Benzoukane (Marrakech, 7 agosto 1986) è un calciatore marocchino, difensore del Maghreb Fès e della Nazionale marocchina.

## Carriera

### Club
Ha giocato nella prima divisione marocchina ed in quella bulgara.

### Nazionale
Ha partecipato ai Mondiali Under-20 del 2005.

## Palmarès

### Club

#### Competizioni nazionali
- Campionato bulgaro: 1

Levski Sofia: 2008-2009
- Coppa di Bulgaria: 1

Levski Sofia: 2006-2007
- Supercoppa di Bulgaria: 2

Levski Sofia: 2007, 2009

#### Competizioni internazionali
- Coppa della Confederazione CAF: 1

Maghreb Fes: 2011
- CAF Super Cup: 1

Maghreb Fes: 2012
22 settembre 2024
Vinto (quasi) partita a Roccastrada